# Sariasiya
Sariasiya es una localidad de Uzbekistán, en la provincia de Surjandarín.
Se encuentra a una altitud de 579 m sobre el nivel del mar. 

## Demografía
Según estimación 2010 contaba con una población de 23 347 habitantes.